# Kan du vissla Johanna (bok)
Kan du vissla Johanna är en bok skriven av Ulf Stark. Den utkom 1992 Boken nominerades 1992 till Augustpriset, och fick även priser och utmärkelser som Heffaklumpen och Deutscher Jugendliteraturpreis. Den är illustrerad av Anna Höglund och utgiven på Bonnier Carlsen Bokförlag.
Samtidigt som Stark skrev boken påbörjade han manuset till filmversionen Kan du vissla Johanna?, som hade premiär 1994.

## Handling
Ulf har berättat för Berra om sin morfar. Berra vill också ha en morfar och vet precis hur han ska vara. De båda kompisarna besöker äldreboendet för att hitta en lämplig morfar till Berra.

## Om boken
Berättelsen är delvis självbiografisk har Ulf Stark berättat i intervju. Rollpersonen Ulf är baserad på honom själv, medan Berra är påhittad. Stark bodde nära ett äldreboende som barn och Stureby äldreboende fick vara modell för boken. Titeln på boken kommer ursprungligen från visan Kan du vissla Johanna? som förekommer i berättelsen.